# General der Artillerietruppe
General der Artillerietruppe bezeichnet eine Dienststellung in der Bundeswehr, dessen Inhaber für bestimmte Fragen der Truppenausbildung und -ausrüstung der Artillerie verantwortlich ist. Die Dienststellung hieß bis längstens 2008 General der Artillerie und wurde bis zu deren Wegfall in den 1990er Jahren in Personalunion mit der 1956 geschaffenen Dienststellung des Inspizienten der Artillerie ausgeübt. Dienststellungsinhaber ist entweder ein Brigadegeneral oder ein Oberst.

## Geschichte
Kurt Gieser wurde 1952 bis zur Auflösung im Juni 1952 Leiter Artillerie im Amt Blank und er war in dieser Position maßgeblich daran beteiligt, die Artillerie als Truppengattung der Artillerietruppe vorzubereiten. 1956 wurde Gieser für ein Jahr Abteilungsleiter Artillerie im Truppenamt in Köln. Anschließend wurde Gieser im Truppenamt Referent Artillerie, ab 1956 zusätzlich Inspizient der Artillerie, was er bis 1963 blieb. Von 1959 bis September 1963 war er nach seiner Ernennung zum Brigadegeneral der neu geschaffene General der Artillerietruppen.
Während der Dienstzeit von Brigadegeneral Stadlhofer (April 1971 – September 1977) wurde die Funktion 1975 zum Aufgabenbereich des Generals der Kampfunterstützungstruppen erweitert. Ab 1990 hieß die Dienststellung General der Artillerie und spätestens seit 2008 General der Artillerietruppe. Zunächst war der General der Artillerie zugleich Abteilungsleiter im Heeresamt, später zugleich Kommandeur der Artillerieschule.
In den 1990er Jahren wechselte die Dienststellung aus dem Heeresamt zur Artillerieschule. Der Kommandeur der Artillerieschule hatte zwei Stellvertreter, den Leiter Lehre/Ausbildung und den Leiter Weiterentwicklung und stellvertretende General der Artillerie. Mit Umwandlung des Heeresamts in das Amt für Heeresentwicklung wurden die Weiterentwicklungsaufgaben der Truppenschulen des Heeres, so auch der Artillerieschule, an dieses neue Amt übertragen. Die Dienststellung des stellvertretenden Generals der Artillerie entfiel.
Durch die zunehmende Fokussierung des Auftrags der Bundeswehr weg von der Landes- und Bündnisverteidigung hin zur internationalen Krisen- und Konfliktbewältigung und Auslandseinsätze der Bundeswehr verlor die Artillerie an Bedeutung. In diesem Zusammenhang wurde 2015 die Artillerieschule in den Ausbildungsbereich Streitkräftegemeinsame Taktische Feuerunterstützung/Indirektes Feuer umgewandelt und dem neuen Ausbildungszentrum Munster unterstellt worden. General der Artillerietruppe war fortan der Leiter dieses Ausbildungsbereichs, dessen Dienstposten nicht mehr als Brigadegeneral, sondern als Oberst ausgewiesen war. 2015 erfolgte die Rückumbenennung in den traditionellen Artillerieschule. Leiter und Generals der Artillerietruppe blieb ein Oberst.

## Inhaber
| Dienstgrad                                          | Name                                                | von                                                 | bis                                                 | Bemerkung                                           |
| Leiter Referat Artillerie in der Dienststelle Blank | Leiter Referat Artillerie in der Dienststelle Blank | Leiter Referat Artillerie in der Dienststelle Blank | Leiter Referat Artillerie in der Dienststelle Blank | Leiter Referat Artillerie in der Dienststelle Blank |
| --------------------------------------------------- | --------------------------------------------------- | --------------------------------------------------- | --------------------------------------------------- | --------------------------------------------------- |
| Oberst a. D.                                        | Kurt Gieser                                         | 1952                                                | 1955                                                | –                                                   |
| Referatsleiter Truppenreferat V/72                  |                                                     |                                                     |                                                     |                                                     |
| Oberst a. D.                                        | Kurt Gieser                                         | 1956                                                | 9. Juni 1956                                        | –                                                   |
| General der Artillerie                              |                                                     |                                                     |                                                     |                                                     |
| Brigadegeneral                                      | Kurt Gieser                                         | Nov. 1956                                           | Juli 1959                                           | bereits ab 10. Juni 1956 Inspizient der Artillerie  |
| Brigadegeneral                                      | Heinz-Helmut von Hinckeldey                         | 1963                                                | 1968                                                | –                                                   |
| Brigadegeneral                                      | Manfred Kublitz                                     | 1968                                                | 1971                                                | –                                                   |
| Brigadegeneral                                      | Robert Stadlhofer                                   | Apr. 1971                                           | 2. Nov. 1975                                        | –                                                   |
| General der Kampfunterstützungstruppen              |                                                     |                                                     |                                                     |                                                     |
| Brigadegeneral                                      | Robert Stadlhofer                                   | 3. Nov. 1975                                        | Sep. 1977                                           | –                                                   |
| Brigadegeneral                                      | Horst Neumann                                       | Okt. 1977                                           | Apr. 1983                                           | –                                                   |
| Brigadegeneral                                      | Franz-Josef Wiesner                                 | Apr. 1982                                           | März 1986                                           | –                                                   |
| Brigadegeneral                                      | Eckhard Klewin                                      | Apr. 1986                                           | März 1990                                           | Abteilungsleiter VI im Heeresamt                    |
| General der Artillerie                              |                                                     |                                                     |                                                     |                                                     |
| Brigadegeneral                                      | Eckhard Klewin                                      | Apr. 1990                                           | Sep. 1991                                           | –                                                   |
| Brigadegeneral                                      | Christian Hellwig                                   | Okt. 1991                                           | März 1995                                           | Abteilungsleiter IX im Heeresamt                    |
| Brigadegeneral                                      | Reinhard Reichhelm                                  | 24. März 1995                                       | 20. März 1997                                       | –                                                   |
| Brigadegeneral                                      | Jochen Schneider                                    | 20. März 1997                                       | 25. Okt. 2001                                       | –                                                   |
| Brigadegeneral                                      | Heinrich Fischer                                    | 25. Okt. 2001                                       |                                                     | –                                                   |
| General der Artillerietruppe                        |                                                     |                                                     |                                                     |                                                     |
| Brigadegeneral                                      | Heinrich Fischer                                    |                                                     | 19. März 2008                                       | –                                                   |
| Brigadegeneral                                      | Heribert Hupka                                      | 19. März 2008                                       | 26. Juni 2015                                       | –                                                   |
| Oberst                                              | Fiepko Koolman                                      | 26. Juni 2015                                       | 22. März 2018                                       | –                                                   |
| Oberst                                              | Dietmar Manfred Felber                              | 22. März 2018                                       | 27. Apr. 2023                                       | * 5. Juni 1960; † 12. Juli 2025                     |
| Oberst                                              | Olaf Tuneke                                         | 27. Apr. 2023                                       | –                                                   | –                                                   |